# Dipótamos (ort i Grekland, Thessalien)
Dipótamos är en ort i Grekland.   Den ligger i prefekturen Trikala och regionen Thessalien, i den centrala delen av landet, 250 km nordväst om huvudstaden Aten. Dipótamos ligger 118 meter över havet och antalet invånare är 251.
Terrängen runt Dipótamos är platt åt nordost, men åt sydväst är den kuperad. Runt Dipótamos är det tätbefolkat, med 735 invånare per kvadratkilometer. Närmaste större samhälle är Trikala, 6,1 km öster om Dipótamos. Trakten runt Dipótamos består till största delen av jordbruksmark.